# Gieren (vogels)
| Witruggier (Gyps africanus) | Zwarte gier (Coragyps atratus) |

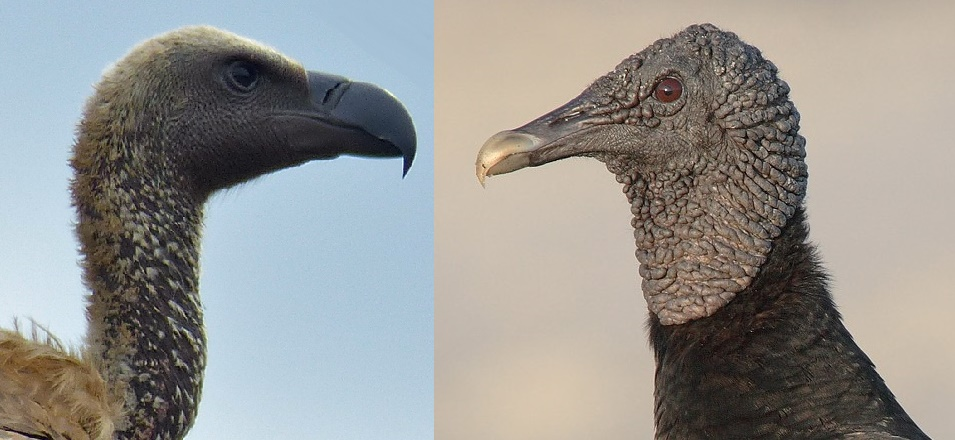
Een gier van de Oude en de Nieuwe Wereld
----

Gieren is een verzamelnaam voor aasetende roofvogels die een groot aantal kenmerken gemeen hebben. Er zijn twee groepen van vogels die de naam 'gieren' dragen, namelijk de gieren van de Nieuwe Wereld (Cathartidae), een op zichzelf staande familie, en de gieren van de Oude Wereld, twee onderfamilies uit de familie van de havikachtigen (Accipitridae).

## Gieren van de Nieuwe Wereld
De gieren van de Nieuwe Wereld komen voor in het grootste deel van Amerika en zijn hier de belangrijkste aaseters. Kenmerkend voor deze familie is het ontbreken van een neustussenschot; men kan zijdelings dwars door de neusgaten kijken. De drie soorten van het geslacht Cathartes zijn de enige roofvogels waarvan met zekerheid bekend is dat ze hun reukorgaan gebruiken bij het zoeken naar voedsel. Zij hebben echter geen scherpe snavels. Voor het verscheuren van het vlees zijn ze vaak afhankelijk van de grote giersoorten, zoals de koningsgier (Sarcoramphus papa) en de andescondor (Vultur gryphus), de grootste roofvogel van de Nieuwe Wereld.

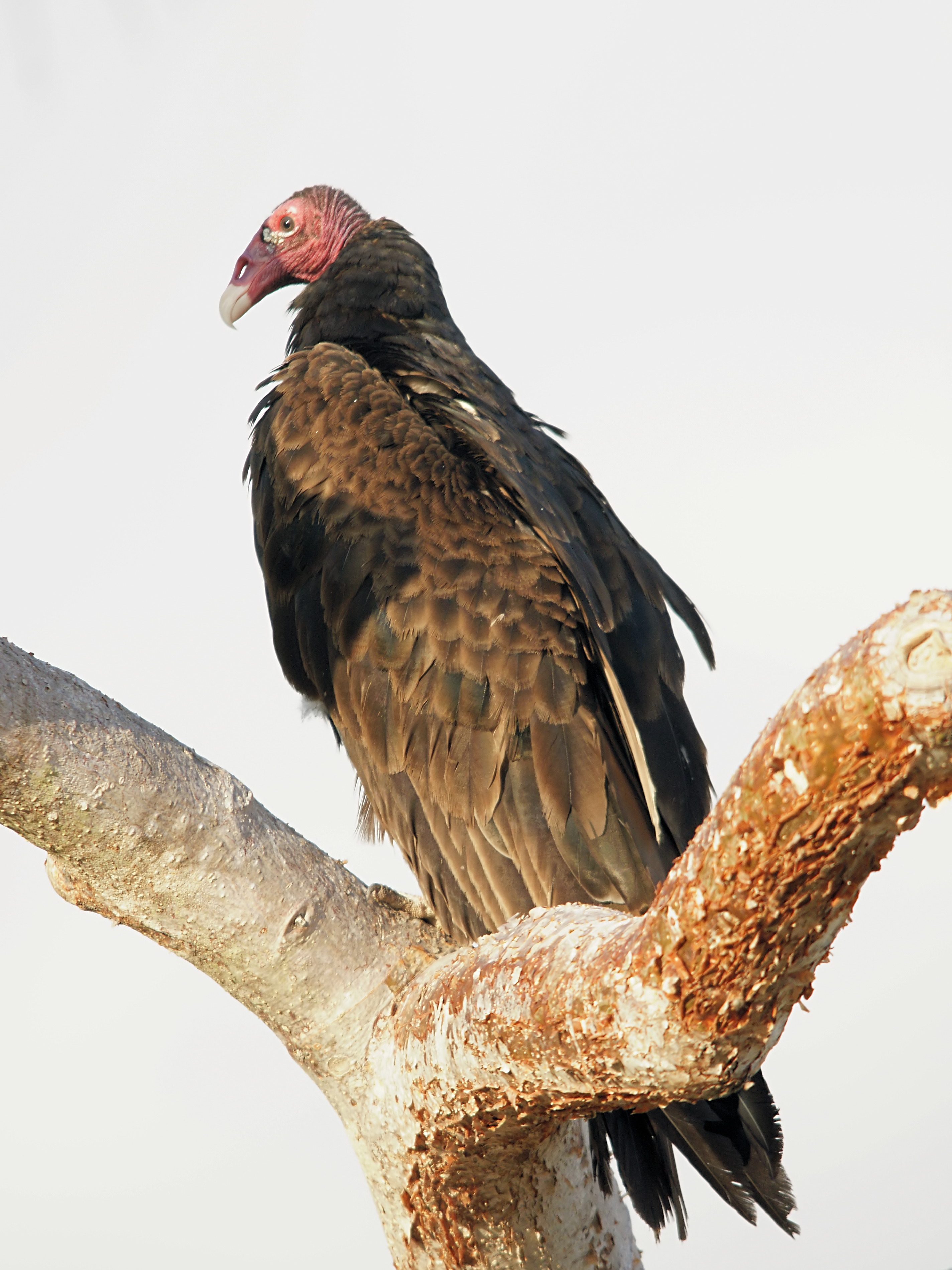
Roodkopgier (Cathartes aura)
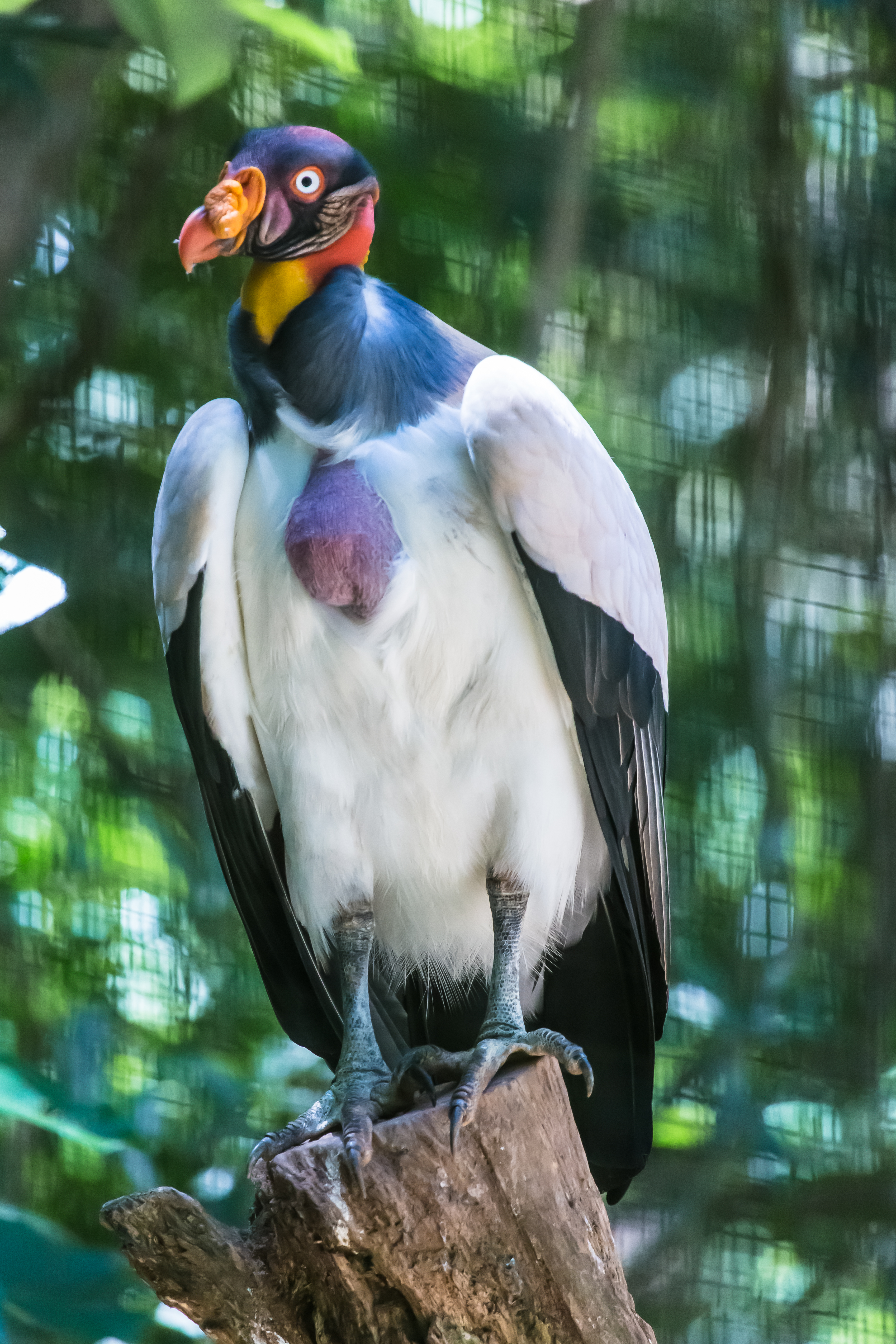
Koningsgier (Sarcoramphus papa)
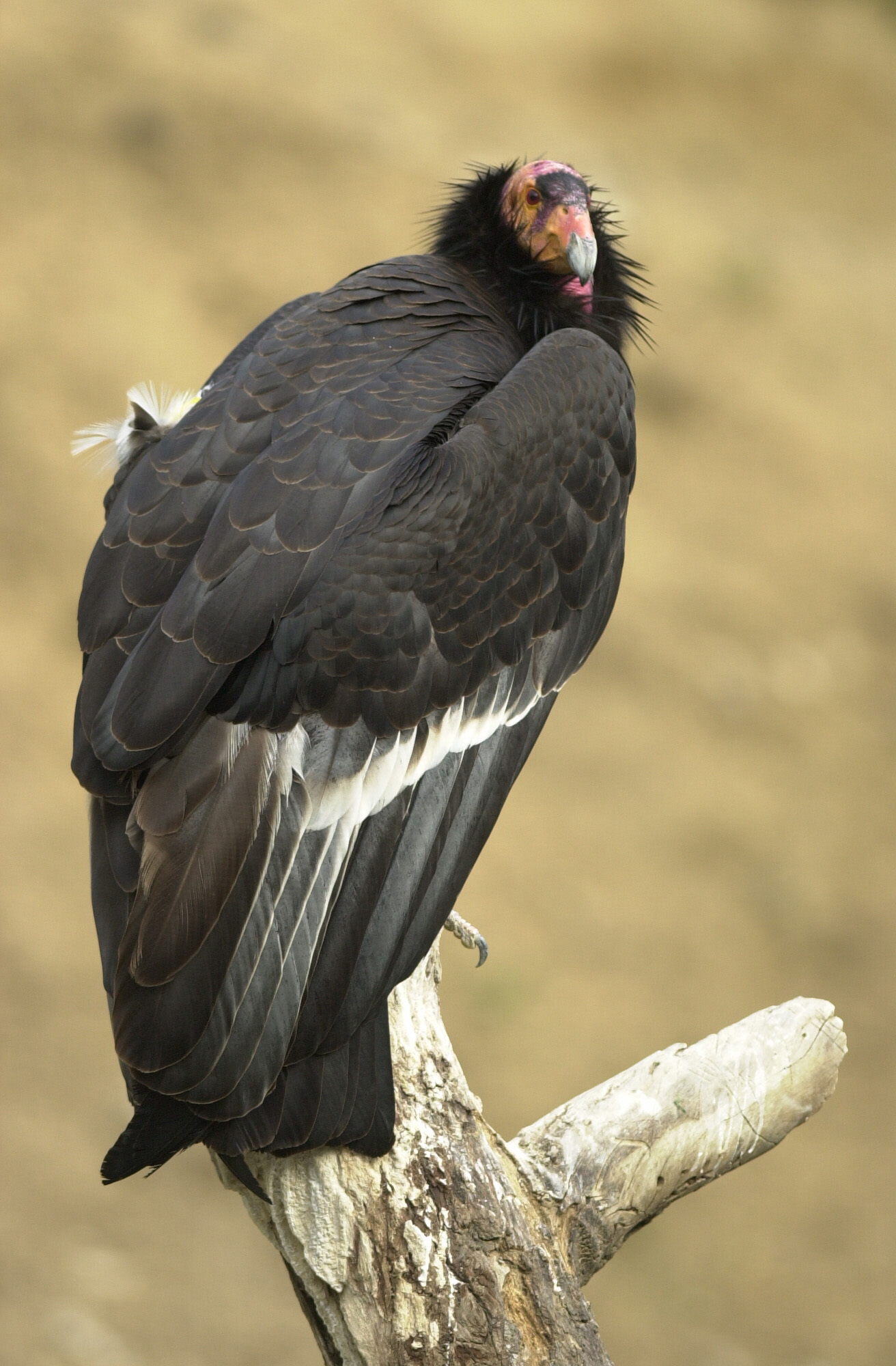
Californische condor (Gymnogyps californianus)
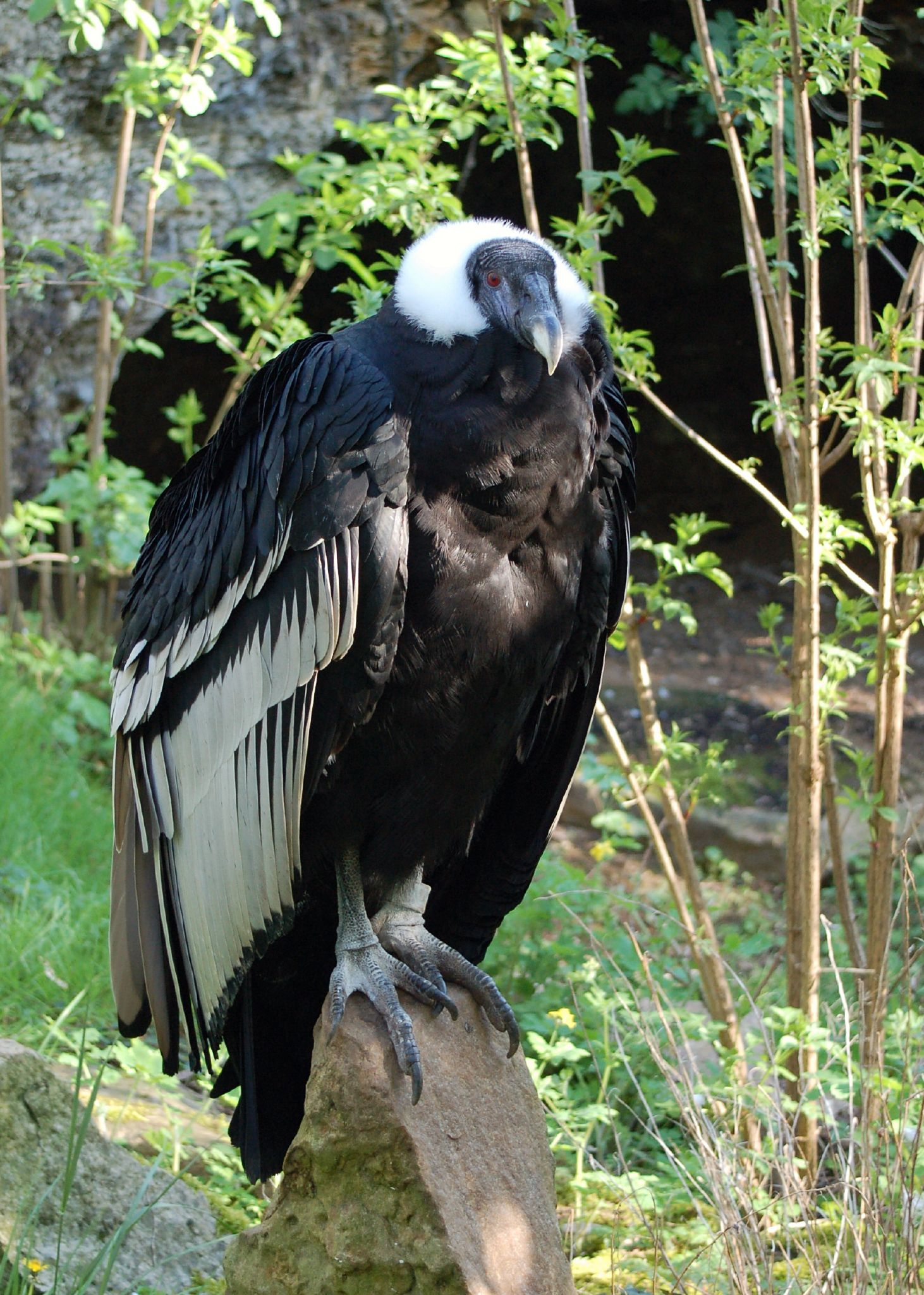
Andescondor (Vultur gryphus)

## Gieren van de Oude Wereld
De gieren van de Oude Wereld komen voor in Afrika, Azië en het zuiden van Europa. Deze gieren worden tot een andere familie gerekend dan de Amerikaanse gieren (Cathartidae). Gieren van de oude wereld zijn ondergebracht in de familie van de havikachtigen (Accipitridae). De meeste soorten worden in de onderfamilie Aegypiinae geplaatst en vertonen enige verwantschap met de onderfamilies waarin arenden zijn ondergebracht. Daarnaast zijn er drie soorten gieren in een andere onderfamilie (Gypaetinae) geplaatst. Deze gieren zijn iets minder verwant met de groepen waarin de arenden zitten. Dit zijn de lammergier (Gypaetus barbatus), de palmgier (Gypohierax angolensis) en de aasgier (Neophron percnopterus).

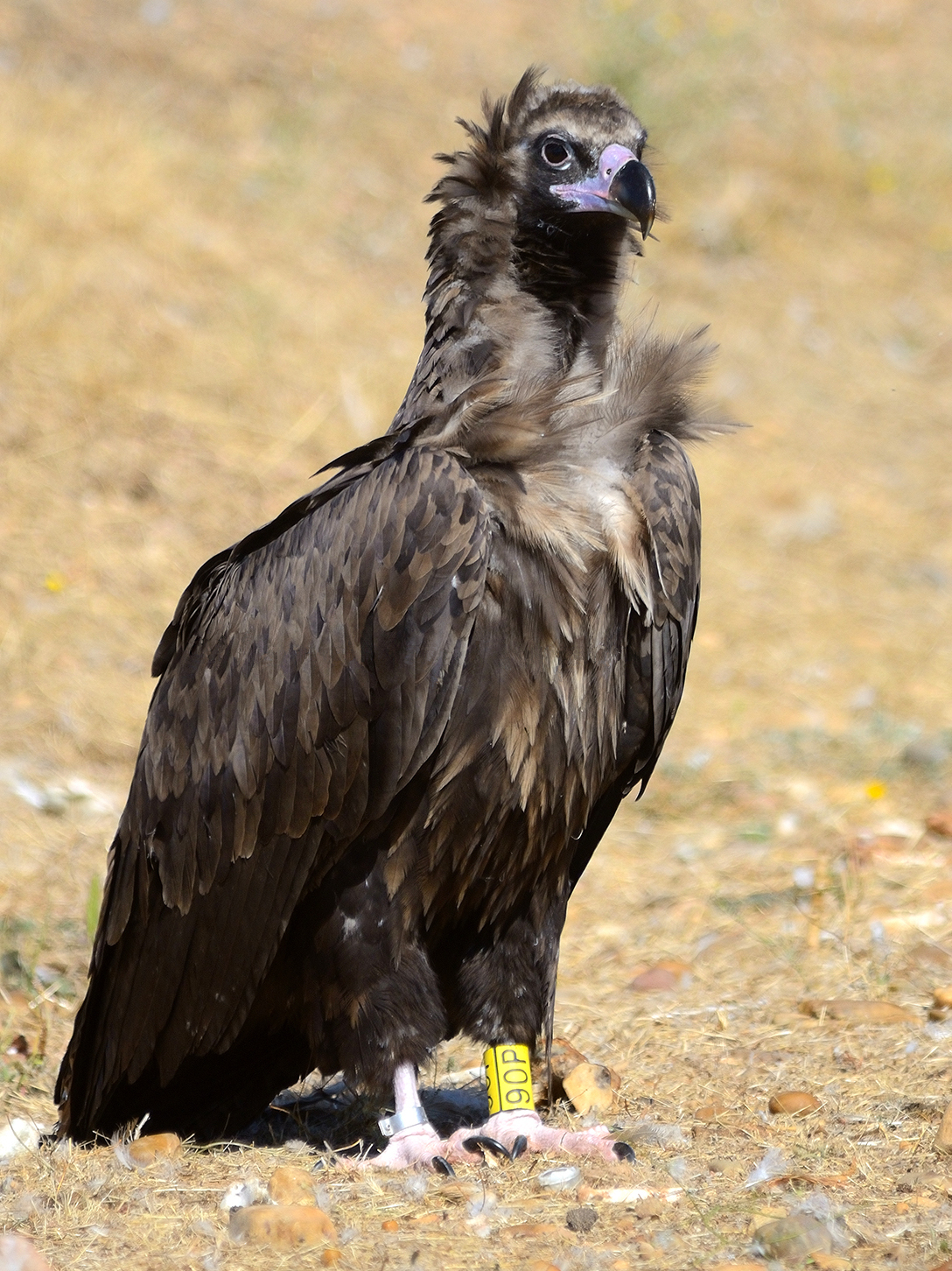
Monniksgier (Aegypius monachus)
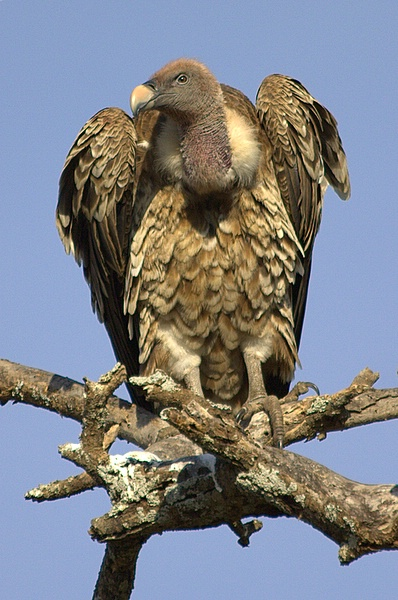
Rüppells gier (Gyps rueppelli)
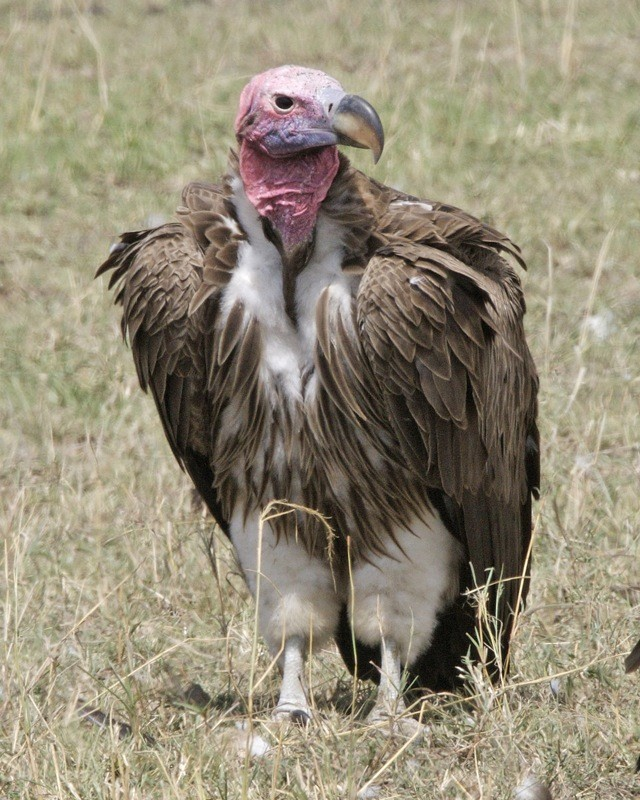
Oorgier (Torgos tracheliotos)
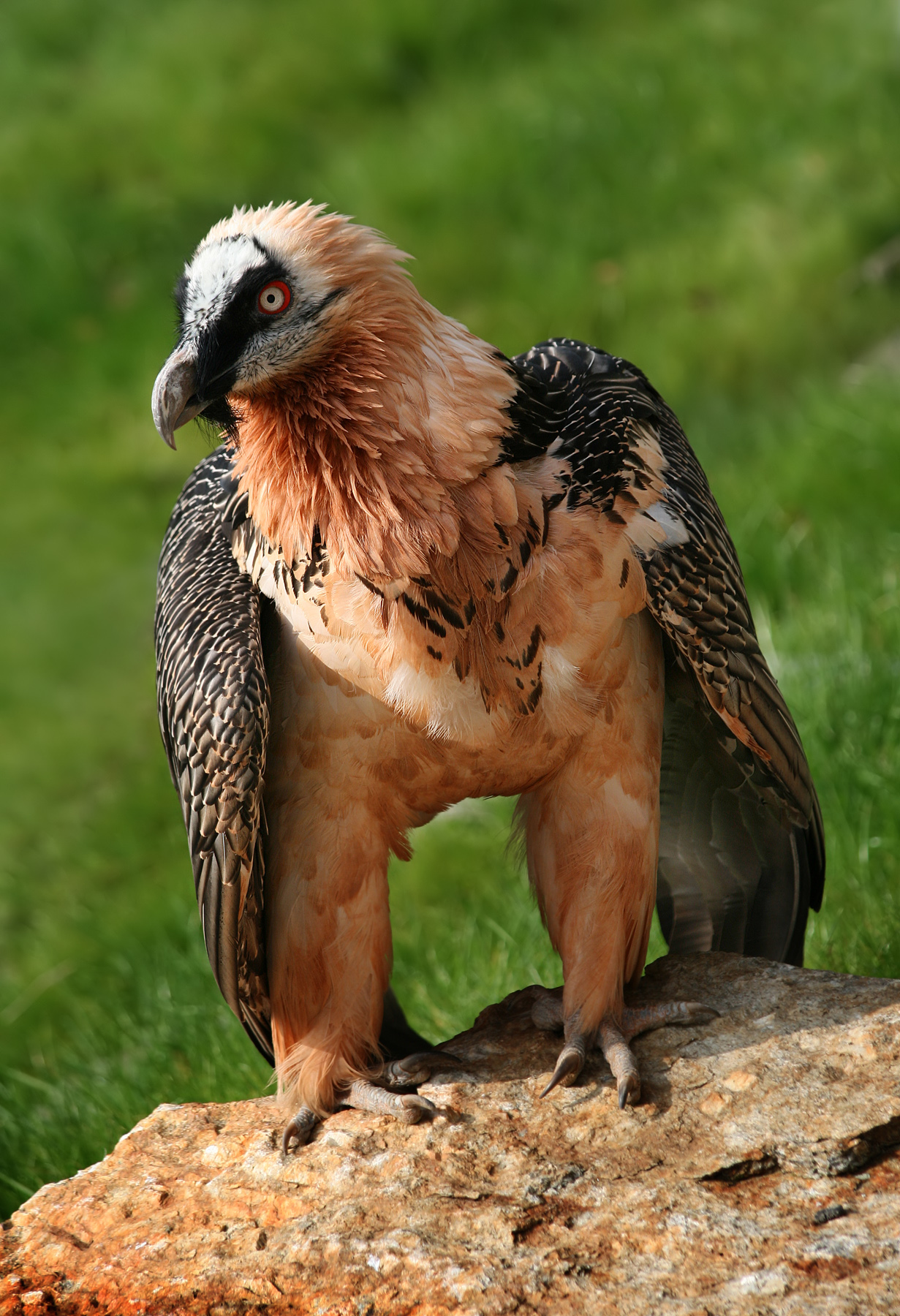
Lammergier (Gypaetus barbatus)

## Overeenkomsten

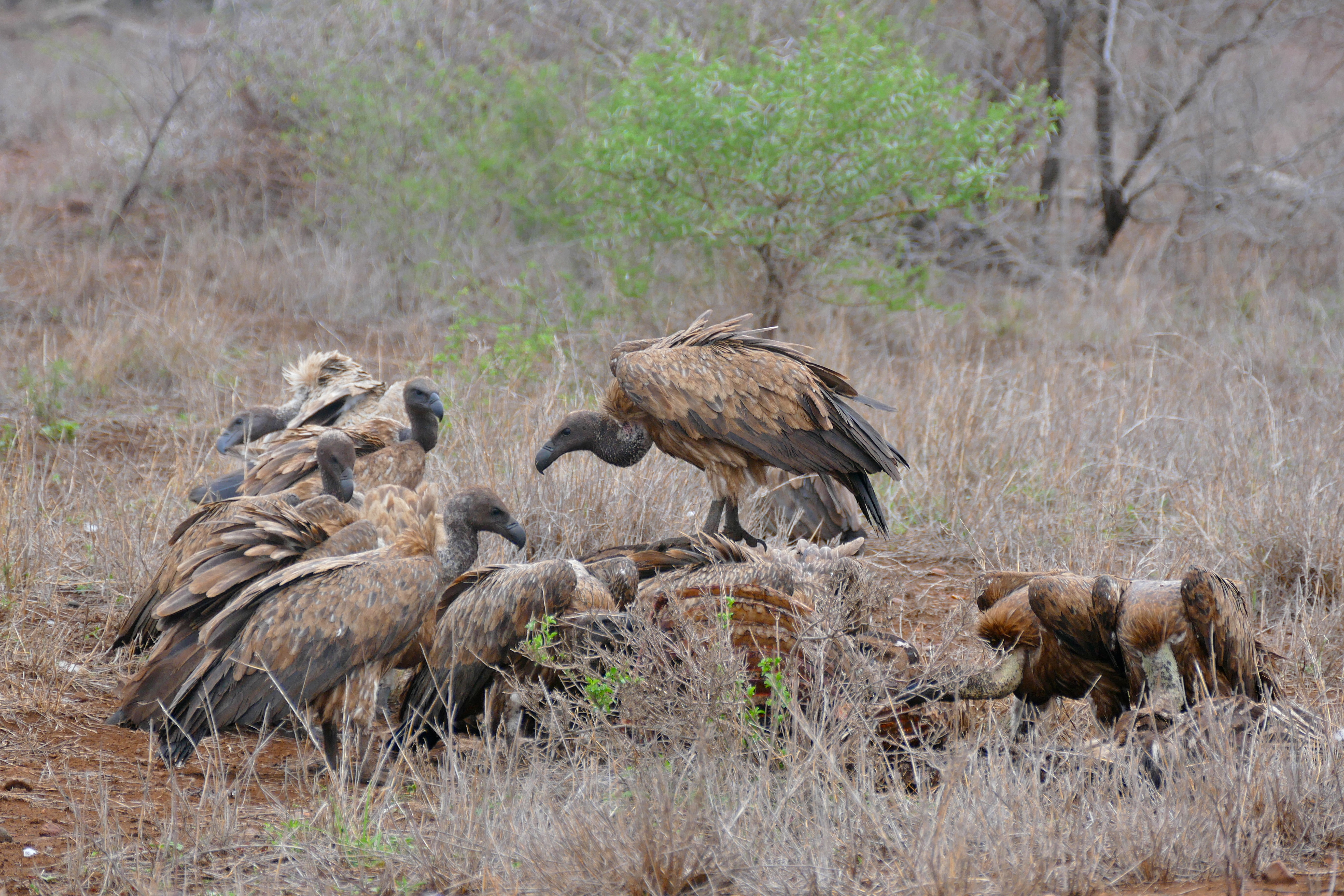
Witruggieren (Gyps africanus) bij een karkas van een zebra

Een kenmerkende eigenschap van de meeste gieren is hun gewoonte om zich met kadavers te voeden. De meeste soorten vallen zelden tot nooit hun prooi aan. Hun sterke maagsappen kunnen schadelijke bacteriën en virussen uitschakelen, waardoor gieren een belangrijke rol in het ecosysteem vervullen.
Meestal cirkelen gieren een tijd boven een gevonden kadaver alvorens te dalen. Ze hebben over het algemeen zwakke poten en vliegen dus zelden weg met aas in hun klauwen. Tijdens het voeden trekken gieren profijt van hun (vrijwel) kale kop. Deze is relatief makkelijk schoon te maken na het voeden.
De kale kop van gieren speelt ook een belangrijke rol in hun thermoregulatie. Tijdens de kou steken veel gieren met opgetrokken schouders hun kop tussen hun veren. Wanneer het heet is spreiden ze hun vleugels en strekken ze hun nek juist ver uit. Een andere manier om de lichaamstemperatuur in evenwicht te houden is urohidrosis, oftewel het bedekken van de poten met ontlasting. Het verdampende water koelt de bloedvaten in de poten. De ontlasting van de meeste gieren bevat bovendien een bijtende urinezuur die bacteriën doodt. Dit biedt hen bescherming wanneer ze over een kadaver lopen.
Enkele andere kenmerken die veel gieren gemeen hebben zijn een groot lichaam, brede vleugels, het ontbreken van een syrinx, het gezamenlijk roesten en het zweven op thermiek.